# União Soviética na Guerra Irã–Iraque

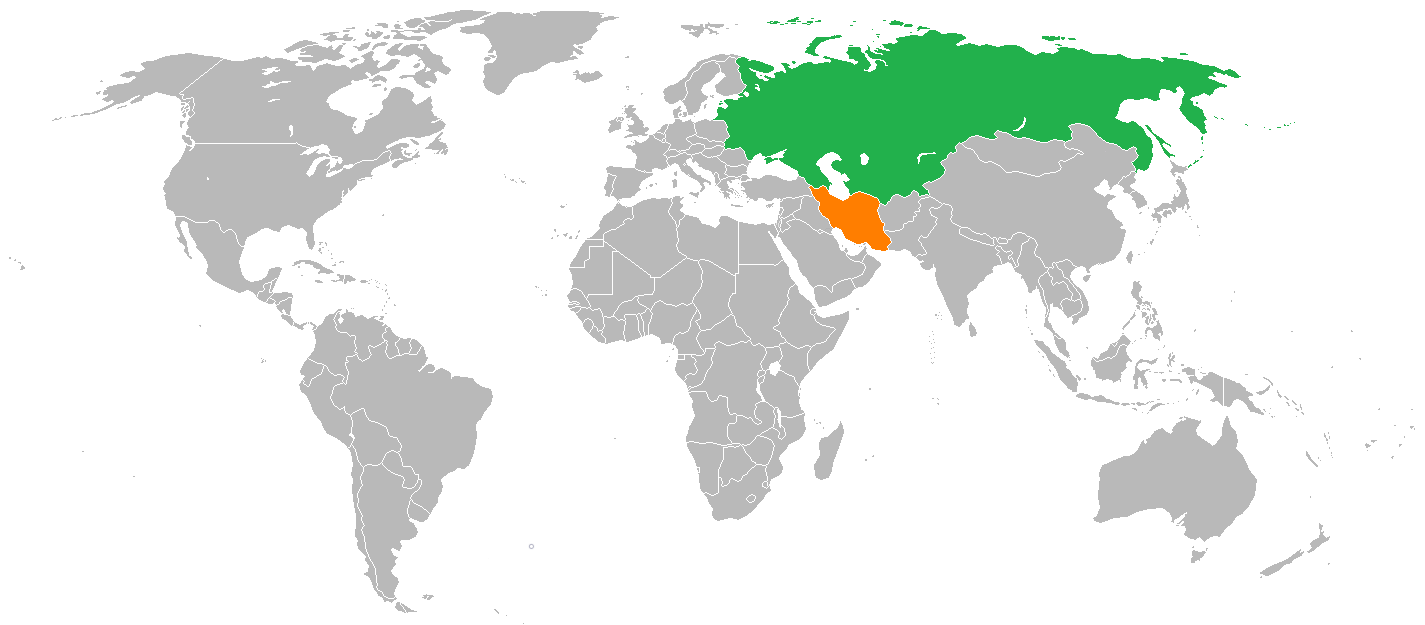
Ilustração.

A política da União Soviética para a Guerra Irã-Iraque ocorrida de 1980-1988, variou, começando com uma postura de "estrita neutralidade" e acabando movendo um apoio militar para o Iraque na fase final da guerra. A guerra era conveniente para a URSS, que tinha como objetivo se aliar com o Irã e Iraque. No primeiro período da guerra, os soviéticos declararam uma política de "estrita neutralidade" para ambos os países, ao mesmo tempo que pedia uma paz negociada. O Iraque tinha sido um alidado há décadas e agora os soviéticos tentariam conquistar também o Irã, mas as suas ofertas de amizade foram rejeitadas pela liderança iraniana, cujo slogan era "nem Ocidente, nem Oriente". Em 1982, a guerra virou em favor do Irã e do líder iraniano Ayatollah Khomeini, que havia prometido não parar de lutar até derrubar o presidente iraquiano Saddam Hussein. Tal perspectiva era inaceitável para a União Soviética, que havia retomado as vendas de armas ao Iraque, mantendo uma política oficial de neutralidade. Os soviéticos temiam perder a amizade de Saddam para o Ocidente. Depois que o Irã virou o jogo a partir de 1986, a União Soviética apoiou militarmente o Iraque. Os soviéticos não tinham medo dos iranianos, que haviam incentivado a revolução islâmica na Ásia Central. A ajuda soviética permitiu que os iraquianos montassem uma contra-ofensiva que trouxe um fim a guerra em agosto de 1988.

## A política soviética

### "Estrita neutralidade" (1980-82)
A eclosão da Guerra Irã-Iraque em setembro de 1980 deram aos soviéticos um dilema, uma vez que desejavam serem amigos de ambos os lados. A Revolução Iraniana de 1979 tinha derrubado o xá, aliado clave dos Estados Unidos no Oriente Médio. A posição antiestadunidense do Irã apresentou uma nova oportunidade para a União Soviética, com o objetivo de ganhar mais um país em sua esfera de influência. Mas a guerra entre os dois países envolviam assuntos complicados. O Iraque havia sido um aliado muito próximo da URSS desde 1958, e em 1972, a URSS havia assinado um Tratado de Amizade e Cooperação, na qual ambos os países se comprometeriam a ajudar um ao outro em caso de ameaça, e para evitar alianças hostis um contra o outro. O Iraque tinha substituído o Egito como principal parceiro dos soviéticos na região, após os acordos de Camp David. O Iraque fornecia petróleo à URSS, e era uma valioso aliado para o Bloco Oriental. Os soviéticos estavam descontentes com a ofensiva do Iraque contra o Irã, embora evitaram de emitir uma condenação oficial. A URSS estava relutante em fornecer mais armas ao Iraque, entretanto permitiram que os aliados do Pacto de Varsóvia continuasse o fornecimento. Ao mesmo tempo, a URSS tentou oferecer armas aos iranianos, uma oferta de amizade que foi rejeitada por Teerã, devido à sua desconfiança histórica da Rússia e da União Soviética. No entanto, os aliados dos soviéticos, Líbia e Síria, venderam armas para os iranianos, provavelmente com a permissão da União Soviética. Os soviéticos também estavam preocupados com a reação ocidental, se optariam em apoiar o Irã ou o Iraque. O ato de equilíbrio complicado tentou manter as boas relações com ambos os países, o que levou a URSS a observar uma política de "estrita neutralidade" durante a fase da abertura da guerra e clamando por uma paz negociada.

### Inclinação soviética para o Iraque (1982-86)
No entanto, os iranianos recusaram as ofertas soviéticas de amizade, e em 1982 haviam adquirido uma vantagem na guerra. Os iranianos haviam decidido encurralar Saddam e o derrubá-lo. Isto levou a uma mudança na política soviética a partir do verão de 1982. Os soviéticos não estavam gostando das implicações sobre uma vitória iraniana, Teerã temeu exportar uma revolução islâmica em outras partes do mundo. Embora ainda oficialmente neutros, a URSS aumentou gradualmente o apoio econômico e militar para o Iraque na tentativa de impedir o colapso do regime de Saddam. A URSS tinha um compromisso de não deixar que um aliado seja derrubado, e o apoio para o Iraque foi bem visto pelos outros países árabes (que haviam alcançado finalmente relações diplomáticas com Omã e os Emirados Árabes Unidos, e um acordo para fornecer armas ao Kuwait). Em 1983, as ações dos iranianos se tornaram cada vez mais anti-soviéticas. As autoridades reprimiram o partido comunista iraniano Tudeh, apoiado por Moscou e depois expulsou 18 diplomatas soviéticos. A URSS também estava interessada em relações mais amigáveis para contrabalançar o Iraque com o Ocidente, aumentando a ajuda militar a Saddam. O Iraque havia se tornado o maior beneficiário do bloco soviético em ajuda militar entre os países do Terceiro Mundo. Em 1984, o Iraque oficialmente estabeleceu relações diplomáticas com os Estados Unidos. Isto combinou para eclodir um "tanque de guerra" (que liberou um confronto com petroleiros no Golfo Pérsico), e abriu uma perspectiva preocupante para os soviéticos de um aumento na presença dos Estados Unidos na região. A URSS respondeu com mais ajuda militar para Saddam.

### O apoio soviético ativo para o Iraque (1986-88)
Entre 1986-87, a União Soviética definitivamente apoiou o Iraque abertamente. A guerra havia se atolado em um impasse, até que os iranianos tomaram a Península de Al-Faw. Este e outros ganhos militares ofereceram a perspectiva de um colapso iraquiano. Este desenvolvimento preocupante empurrou os governantes conservadores árabes para mais próximos dos Estados Unidos, que o viam como seu protetor. A URSS não desejava um aumento da presença militar estadunidense na área. Os soviéticos também estavam preocupados com o que aconteceria no Afeganistão. A URSS invadiram este vizinho do Irã em 1979 e estavam travando uma longa guerra por lá. O Irã havia prestado apoio a alguns dos anti-soviéticos Mujahideen. Em março de 1987, os soviéticos decidiram retirar suas forças do Afeganistão, pois estavam preocupados com o vácuo que seria preenchido por um regime "fundamentalista islâmico". Havia também a perspectiva da revolução islâmica se expandir para a Ásia Central soviética. Esse "fator islâmico" tornou-se uma grande consternação com a liderança soviética durante a última fase da Guerra Irã-Iraque, e os levou a aumentar a oferta de armas ao Iraque. O aumento maciço no armamento permitiu que o Iraque recuperasse a inciativa na guerra. Ao mesmo tempo, a URSS continuou a pressionar por um cessar-fogo e se oferecendo como mediadora. Para este fim, os soviéticos fizeram várias concessões econômicas ao Irã e contra a mudança de navios dos EUA no Golfo Pérsico. No entanto, o Irã mostrou pouco interesse na amizade com a URSS, rejeitando o mundo comunista, juntamente com o Ocidente. A ajuda soviética permitiu ao Iraque iniciar uma nova ofensiva contra o Irã em abril de 1988, cujo sucesso levou a um cessar-fogo e o fim da guerra em 20 de agosto do mesmo ano.